# Neoplatyura biumbrata
Neoplatyura biumbrata är en tvåvingeart som först beskrevs av Edwards 1913.  Neoplatyura biumbrata ingår i släktet Neoplatyura och familjen platthornsmyggor. Inga underarter finns listade i Catalogue of Life.